# Панкрушев, Григорий Александрович
Григорий Александрович Па́нкрушев (1920 — 1990) — советский археолог, доктор исторических наук, заслуженный деятель науки Карельской АССР (1970).

## Биография
Родился в крестьянской семье, работал на лесозаводе. Участник Великой Отечественной войны, был тяжело ранен.
После окончания в 1949 году исторического факультета Карело-Финского госуниверситета работал учителем, директором школы в Кондопоге. В 1951—1955 годах — аспирант Института истории материальной культуры АН СССР по специальности «археология» (руководитель профессор Брюсов А. Я.).
С 1954 года — научный сотрудник сектора истории Института языка, литературы и истории КарНЦ РАН, с 1970 года — руководитель сектора археологии института. В 1983 году защитил докторскую диссертацию по теме «Мезолит и неолит Карелии».

## Научные труды
Автор около 80 научных публикаций, ряда монографий.
- Племена Карелии в эпоху неолита и раннего металла. — М.,Л.: Наука, 1964. — 150 с.:табл.
- Мезолит и неолит Карелии Ч. 1. Мезолит. — Л.: Наука, 1978. — 136 с.:ил.
- Мезолит и неолит Карелии Ч. 2., Неолит. — Л.: Наука, 1978. — 111,[51] с.:ил.